# «Джеффери» Поплавко
«Дже́ффери» Поплавко́ (также «Джеффери — Поплавко», бронеавтомобиль Поплавко, бронеавтомобиль «Джеффери»/«Джеффри», или просто «Джеффери»/«Джеффри») — пулемётный бронеавтомобиль Русской императорской армии. Является первым полноприводным бронеавтомобилем, принятым на вооружение войск Российской империи. Создан на базе полноприводного грузового автомобиля Jeffery Quad 4017 производства американской фирмы Thomas B. Jeffery Company. Проект бронеавтомобиля разработан командиром 26-го АПВ штабс-капитаном Виктором Поплавко. Всего за 1916—1917 годы Ижорским заводом был собран 31 серийный бронеавтомобиль, ограниченно применявшийся частями Русской императорской армии в ходе Первой мировой войны и обеими противоборствующими сторонами в ходе Гражданской войны.

## История создания
С началом в 1914 году Первой мировой войны Российская империя резко активизировала закупки за рубежом различной техники, главным образом автомобилей. В числе прочего, в США было закуплено несколько полноприводных грузовых автомобилей JQ 4017 фирмы Thomas B. Jeffery Company (город Кеноша, штат Висконсин).
JQ 4017 для своего времени являлся весьма примечательным грузовиком. Разработанный ещё в 1913 году, он стал одной из первых в мире машин вездеходного типа, что обеспечивалось колёсной формулой 4×4 и наличием индивидуального тормоза на каждое колесо. Для своего времени автомобиль имел превосходные характеристики проходимости, сочетавшиеся, тем не менее, с относительной простотой в эксплуатации и обслуживании. Столь передовая машина быстро вызвала закономерный интерес как в США, так и за рубежом: в течение нескольких последующих лет JQ 4017 пополнили ряды армейских грузовиков армий США, Великобритании, Франции, Канады, Аргентины, Испании и России. Помимо стандартного бортового грузовика, фирма Thomas Jeffery Co. также выпускала на данном шасси санитарные машины, передвижные полевые мастерские и подвозчики боеприпасов. Всего в период с 1913 по 1918 год включительно было выпущено свыше 11 000 автомобилей всех модификаций. Интересно, что в ходе Первой мировой войны в США на базе JQ 4017 было создано несколько вариантов бронеавтомобилей, часть из которых даже была куплена англичанами и впоследствии отправилась в Индию.
В ноябре 1915 года первые JQ 4017 появились в распоряжении Русской Императорской армии. Первым подразделением, получившим их, был 26-й автомобильно-пулемётный взвод (АПВ), являвшийся на тот момент одним из наиболее технически оснащённых и боеспособных в армии. Взвод имел на вооружении бронеавтомобили типа «Остин» II серии и «Гарфорд-Путилов», а также многочисленные грузовые автомобили. Взводом командовал штабс-капитан Виктор Поплавко, который высоко оценил технические показатели полноприводного «американца». Вскоре Поплавко приказал переоснастить и частично забронировать один JQ 4017 с тем, чтобы превратить его в своего рода «машину обеспечения»: броневик должен был доставлять другим бронеавтомобилям топливо и боеприпасы, осуществлять эвакуацию раненых и лёгкий ремонт повреждённых бронеавтомобилей прямо на поле боя, а в случае надобности — и буксировать их в тыл. Вскоре импровизированный бронеавтомобиль был готов. Получив своеобразное имя «Чародей», он вошёл в состав боевого звена 26-го АПВ в качестве внештатной машины и успешно применялся в ходе последующих боёв, с лёгкостью преодолевая «лунный ландшафт» поля боя и вытаскивая в тыл даже повреждённые «Гарфорды». Тогда Поплавко пошёл ещё дальше и попытался применить «Чародея» также для решения инженерных задач. Для этого на машину установили лебёдку, два троса с якорями-кошками и лёгкие разборные мостки для преодоления машиной рвов и окопов. 27 января машину испытали, причём довольно успешно — при помощи кошек машина успешно растаскивала в стороны рогатки и рвала колючую проволоку. Через некоторое время Поплавко ещё усовершенствовал своё детище, смонтировав на его носовой части своего рода бушприт из стальных уголков, благодаря которому «Чародей» мог, используя собственную ударную силу, крушить проволочные заграждения и выбивать из земли вкопанные колья. Причём передний нижний лист брони был переустановлен таким образом, чтобы машина «подминала» смятое препятствие под себя.
Вскоре, наблюдая за успешным применением «Чародея», Поплавко пришёл к мысли о массовой постройке таких бронеавтомобилей. В начале 1916 года он обратился с соответствующим предложением к штабу 7-й армии. В своём письме он писал:

Прошу оказать содействие в проведении моей идеи в жизнь. Для этого необходимо лишь дать наряд на сталь на Ижорском заводе, собрать «Джеффери» в армии и дать мне кузнецов. Через две недели по получении всего будут созданы отряды «слонов Ганнибала», применение которых будет на первое время поворотным ключом в кампании…
Идея Поплавко заключалась в использовании броневиков как средства прорыва укреплённых позиций противника — десантные бронированные машины с 10 пластунами на борту, вооружёнными кинжалами, «маузерами» и ручными гранатами, выдвигаются к линиям окопов противника, отгоняя его пулемётами; подойдя к окопам, бронеавтомобили обеспечивают высадку десантников, которые, под прикрытием пулемётов броневиков, быстро «зачищают» окопы от солдат противника. За броневиками должна густой цепью следовать пехота, по которой, по замыслу Поплавко, «не будет ружейного и пулемётного огня».
Генеральному штабу идея понравилась. Весной 1916 года отозванный с фронта «Чародей» прошёл обширные испытания, по итогам которых 8 августа Ижорскому заводу был выдан государственный заказ на выпуск 30 бронеавтомобилей, получивших обозначение «Джеффери — Поплавко». Интересно, что, в отличие от проектного варианта, серийные машины не имели полноценного десантного отсека, однако в задней части кузова в принципе можно было перевозить несколько человек. Все заказанные машины были собраны достаточно быстро, уже к концу сентября 1916 года. Успешное применение машин на фронте послужило основанием для размещения в январе 1917 года второго заказа, уже на 90 броневиков с несколько улучшенным бронированием, однако из-за начавшегося в стране политического кризиса он не был выполнен. Единственная машина из его состава поступила в распоряжение Петроградского запасного броневого батальона 16 июня 1917 года.

## Описание конструкции

### Корпус
Полностью закрытый корпус бронеавтомобиля собирался из катаных листов хромо-никелевой броневой стали толщиной 7 мм, крепившихся при помощи заклёпок к металлическому каркасу из уголков и полос. Бронирование обеспечивало вполне приемлемую защиту от ружейно-пулемётного огня противника. Обычная винтовочная пуля пробивала бортовой лист с минимального расстояния около 50 метров (около 75 шагов), бронебойная пуля — со 150—200 метров (около 350 шагов).
В передней части корпуса размещался моторный отсек. Для облегчения доступа охлаждающего воздуха к радиатору в наклонном лобовом бронелисте размещался крупный одностворчатый люк, крышка которого открывалась вверх и могла фиксироваться в различных положениях. Для удобства технологического обслуживания двигателя была предусмотрена возможность доступа к двигателю как через носовой люк, так и изнутри машины. Позади моторного отсека размещалось отделение управления, совмещённое с боевым, решённое в виде крупной угловатой боевой рубки. Лобовые листы и борта рубки имели небольшие углы наклона. Спереди размещались водитель и командир бронемашины (слева и справа соответственно). Для обеспечения обзора водителю служил крупный люк в лобовом бронелисте рубки с откидной бронекрышкой с механизмом регулировки просвета. Справа от люка водителя располагалась пулемётная амбразура. Такие же имелись в бортах и корме рубки.
Посадка и высадка экипажа производилась через пятиугольную дверь, располагавшуюся в правом борту корпуса и открывавшуюся против хода бронеавтомобиля.
Позади рубки размещался невысокий броневой кузов-короб для боеприпасов, горючего и запчастей. В случае необходимости там могло разместиться несколько пехотинцев.

### Вооружение
Вооружение броневика являлось достаточно стандартным для своего времени и состояло из двух 7,62-мм пулемётов «Максим» образца 1910 года с водяным охлаждением ствола. Для ведения огня в лобовом, кормовом и бортовых бронелистах боевой рубки машины имелись прямоугольные амбразуры. Таким образом, установка пулемётов являлась полностью мобильной. Примечательно, что пулемёты устанавливались на оригинальных подвесных станках конструкции А. Соколова, обеспечивавших минимальную «мёртвую» зону и таким образом позволявших поражать живую силу противника, даже укрывшуюся на дне окопа. Горизонтальный угол обстрела из каждой амбразуры составлял порядка 15°. Наведение пулемётов обеспечивалось при помощи простых механико-оптических прицелов.
Общий боекомплект пулемётов состоял из 6000 патронов в 24 лентах по 250 патронов в каждой

### Двигатель и трансмиссия
На бронеавтомобиле устанавливался фирменный карбюраторный рядный четырёхцилиндровый двигатель воздушного охлаждения мощностью 32 л. с. (23,5 кВт). Запуск двигателя производился с места водителя при помощи электростартёра либо заводной рукояткой снаружи корпуса. Мощность двигателя позволяла броневику развивать скорость до 35 км/ч на шоссейной дороге и до 25 км/ч — на рокадах. В состав механической трансмиссии входили сцепление, коробка перемены передач, раздаточные коробки и два ведущих моста с червячной главной передачей. Подвеска — зависимая, на полуэллиптических стальных рессорах.

### Ходовая часть
Ходовая часть — полноприводная (колёсная формула 4 × 4). В ходовой части применялись односкатные деревянные спицованные колёса артиллерийского типа с бронеколпаками. Все колёса имели шины типа «гусматик» с заполнением внутреннего объёма глицерино-желатиновой смесью, обеспечивавшей повышенную пулестойкость. Для повышения проходимости в тяжёлых дорожных условиях на шины могли надеваться дополнительные бандажи-уширители. Колёса частично прикрывались сверху полукруглыми бронекрыльями.

### Прочее оборудование
Для передвижения в тёмное время суток автомобиль оборудовался фарой-прожектором, монтировавшейся на крыше боевой рубки. Кроме того, для преодоления канав и траншей бронеавтомобиль оборудовался специальными складными мостками, перевозившимися на платформе грузового отсека.

## Операторы
- Российская империя/ Белое движение
- РСФСР
- Германская империя — от 2 до 5 машин[14]
- Польша — 2 машины[14]
- Чехословацкий корпус — 1 машина [14]

## Служба и боевое применение

### В Русской Императорской армии
Ещё до окончания постройки первой партии броневиков, 10 сентября 1916 года был высочайше утверждён штат особого подразделения, материальной частью которого должны были стать «Джеффери — Поплавко», — Бронированный Автомобильный Дивизион Особого Назначения (сокращённо БАДОН). Организационно дивизион состоял из 3 взводов-отделений, каждое из которых, в свою очередь, состояло из 3 звеньев по 3 бронеавтомобиля в каждом и бронеавтомобиля командира. Каждым звеном командовал офицер. Таким образом, каждый взвод включал 10 бронеавтомобилей, а соединение в целом насчитывало 30 бронеавтомобилей «Джеффери — Поплавко», а также 4 грузовых и 4 легковых автомобиля, 4 автоцистерны, автомастерскую и 9 мотоциклов. Командование бронедивизионом было поручено В. Поплавко, получившему повышение в чине до капитана.
16 октября того же года дивизион убыл в распоряжение 11-й армии Юго-Западного фронта. Планировалось, что в конце декабря новые броневики будут задействованы в наступательной операции тактического порядка во взаимодействии с одной из стрелковых дивизий. Перед операцией были проведены учения по прорыву заграждений старой австрийской позиции в тылу русских войск. 15 «Джеффери» успешно разломали полосу заграждений, состоявшую из четырёх рядов деревянных кольев, густо оплетённых колючей проволокой, причём затратили на это от 45 до 60 секунд и оставили внушительные проходы для пехоты. Однако применение бронеавтомобилей в бою решено было отложить до масштабного наступления, запланированного на весну 1917 года, с тем, чтобы «противник не принял мер против новой техники». Кроме того, было принято решение сформировать ещё три аналогичных дивизиона для войск Юго-Западного и Румынского фронтов.
Неспокойная обстановка в России сдвинула сроки наступления войск 11-й армии, однако в июне 1917 года оно всё-таки началось. Другое дело, что в этих боевых действиях «Джеффери» так ни разу и не были использованы по своему непосредственному назначению — для прорыва заграждений противника. Последовавший вскоре контрудар немцев вынудил русские части к отступлению, в ходе которого «Джеффери» действовали как обычные бронеавтомобили. Тем не менее, они смогли оказать существенную помощь отступавшим войскам, в особенности 17-му армейскому корпусу, прикрывая его отступление в ходе прорыва немцев на Тарнополь.
7 июля возле урочища Лисьи Ямы к северо-востоку от Тарнополя машины 1-го отделения, которым командовал хорунжий Иноземцев, контратаковали немцев и, «латая дыры» в пехотных цепях, под сильным артиллерийским и стрелковым огнём 3,5 часа сдерживали части ландвера. В тот же день 2-е и 3-е отделения под командованием штабс-капитанов Алексеева и Устинова соответственно с 16 часов вечера и до темноты обороняли местечко Езерна, обеспечивая эвакуацию военного имущества с местных складов и действуя в том числе и как эвакуаторы. Ночью загруженные остатками амуниции бронеавтомобили уничтожили остатки невывезенных боеприпасов и отошли к Тарнополю.
На следующий день все три отделения прикрывали переправы через реку Серет и шоссе Тарнополь — Ново-Заложице, через которые практически без сопротивления отходила пехота. Не имея ни поддержки пехотных частей, ни даже связи с ними, бронеавтомобили сдерживали противника 12 часов, с 8 утра до 8 вечера, непрерывно контратакуя немцев, практически расстреливая пехоту в упор и не давая ей продвигаться. Кроме того, бронеавтомобили вывозили из-под огня раненых солдат, а также эвакуировали тяжёлое вооружение и орудия, брошенные отступавшими частями.
В боях 7—8 июля 1917 года БАДОН потерял 5 бронеавтомобилей «Джеффери», при этом только два из них были уничтожены германскими артиллеристами в бою. Остальные три машины вышли из строя по техническим причинам и были подорваны собственными экипажами.
18 июля 1-е отделение БАДОНа поддержало атаку 122-й пехотной дивизии, штурмовавшей город Гжималув. Ворвавшиеся в город броневики помогли пехотинцам выбить оттуда противника и ещё 1,5 километра преследовали его.
В боях броневики показали себя в весьма положительном свете, однако отмечался недостаточный угол обстрела пулемётов, в связи с чем 2 октября 1917 года штаб Юго-Западного фронта постановил «отказаться от применения этих машин для выполнения задачи особого назначения, а использовать их для выполнения задач обыкновенных броневых автомобилей, причём благодаря неудовлетворительному размещению и конструкции бойниц лишь при условии совместной работы одновременно не менее двух таких броневиков».
После Октябрьской революции находившийся на территории Украины БАДОН подвергся принудительной «украинизации», войдя в состав вооружённых сил самопровозглашённого независимого украинского правительства — Центральной рады, однако вскоре последняя развалилась. Материальная часть её вооружённых сил была довольно быстро растащена различными политико-военными силами, действовавшими на территории Украины, однако большая её часть досталась большевикам. Не стали исключением и бронеавтомобили «Джеффери», которые передавались в свежесформированные бронеотряды РККА.

### В РККА
В ходе Гражданской войны бронеавтомобили «Джеффери — Поплавко» использовались в составе бронеотрядов РККА практически на всех фронтах. Применялись они и в войне с Польшей. Однако общее их количество в армейских частях больше никогда не было сколько-нибудь значительным. К примеру, по состоянию на 27 мая 1919 года в составе тринадцати бронеотрядов, которыми располагал Южный фронт, имелось 50 бронеавтомобилей, и только один из них являлся «Джеффери» (в составе 36-го бронеотряда). Так же дела обстояли в частях Восточного фронта — там на 22 броневика в составе шести бронеотрядов также приходился лишь один «Джеффери» (в составе 41-го бронеотряда). В докладе Главного военно-инженерного управления РККА от 1 марта 1920 года сообщалось, что «в бронечастях Республики числятся 369 бронеавтомобилей 27 различных фирм, из них… <…> 9 марки „Джеффери“». Правда, в отчёте за февраль 1922 года сообщалось о нахождении в составе бронечастей РККА 261 бронеавтомобиля, в числе которых было 10 «Джеффери» (по другим данным — даже 13). В любом случае, в соответствии с этим отчётом, лишь одна машина этого типа находилась в строю, а остальные предназначались для разбронирования.
Надо сказать, что в РККА бронеавтомобили «Джеффери» особой популярностью не пользовались, главным образом по причине недостаточной надёжности шасси и ряда недостатков конструкции. В ходе боевых действий предпринимались попытки внести в конструкцию «Джеффери — Поплавко» некоторые улучшения. К примеру, известно, что на одну из машин была установлена часть корпуса и башня от бронеавтомобиля «Шеффилд-Симплекс». Правда, неизвестно, где и когда проводилась эта переделка.

### Трофейные машины
В ходе боевых действий в районе Тарнополя летом 1917 года частями немецкого ландвера было захвачено от двух до пяти бронеавтомобилей типа «Джеффери — Поплавко». Достоверно известно, что два броневика использовались в 1919 году для подавления коммунистического восстания в Берлине.
В боях Гражданской войны несколько бронеавтомобилей (вероятнее всего, два или три) были захвачены войсками Белого движения. К примеру, в составе 3-го бронеотряда 1-го бронедивизиона Добровольческой армии имелся бронеавтомобиль «Джеффери» под названием «Славный». Кроме того, летом 1918 года один «Джеффери» из числа действовавших на Восточном фронте был захвачен у красных бойцами Чехословацкого корпуса. Получив имя «Janošík», он в течение 1918—1919 годов использовался против его бывших хозяев.
Наконец, летом 1919 года во время Советско-польской войны два бронеавтомобиля «Джеффери» достались Войску Польскому. Первый был захвачен в боях у Кременца, второй — под Збаражем. После ремонта в варшавских мастерских машины вошли в состав польской армии. Одной из машин поляки присвоили имя «Внук» (пол. Wnuk) и впоследствии использовали против частей РККА. Например, совместно с броневиком «Дед» (пол. Dziadek, бывший «красный» бронеавтомобиль «Гарфорд-Путилов») он успешно участвовал в набеговой операции в районе Житомира 25—26 апреля 1920 года. После заключения перемирия в марте 1921 года оба «Джеффери» были отправлены в Краков, где находились в войсках до 1922 года, после чего были разобраны.

## Оценка машины
В целом бронеавтомобиль «Джеффери — Поплавко» имел как сильные стороны, так и недостатки. Основным достоинством являлась полноприводная ходовая часть, из-за чего их проходимость была качественно выше, нежели у остальных русских бронеавтомобилей аналогичного периода. Именно за счёт полного привода и повышенной проходимости бронеавтомобили «Джеффери» были так эффективны в боях под Тарнополем. Особенно очевидно это превосходство проявилось в боях 7—8 июля 1917 года, из-за дождей грунтовые дороги стали практически непроходимы для заднеприводных броневиков и даже обычных автомобилей. Кроме того, эти броневики, хотя и не являясь полноценными бронетранспортёрами, оказывали серьёзную помощь войскам, эвакуируя раненых и амуницию. Бронирование бронеавтомобилей также было приемлемым, надёжно защищая экипаж на основных дистанциях ведения огня. Наконец, бронеавтомобиль обладал неплохой ударной силой.
Вместе с тем бронеавтомобиль имел и существенные недостатки. Во-первых, отсутствие перегородки между моторным отсеком и отделением управления упростило обслуживание двигателя — но в то же время значительно ухудшило условия работы экипажа, заставляя его постоянно находиться в жарком и загазованном воздухе. Недостаточным был угол обстрела из пулемётов, да и обзор из рубки был достаточно скверным. К примеру, 20 июня 1920 года мастерские Управления бронечастей Западного фронта закончили ремонт одного из «Джеффери», после чего были проведены его испытания. Резолюция комиссии была разгромной: «Двигатель перегружен, конструкция брони неудачна, помещение для прислуги в шесть человек мало́, что делает работу в бронеавтомобиле затруднительной, мотор тянет плохо. Для боевой службы машина совершенно непригодна».
Вместе с тем, стоит заметить, что за всё время своей эксплуатации бронеавтомобили «Джеффери — Поплавко» ни разу не были применены в боевой обстановке по своему прямому назначению, задуманному конструктором, — как специальные инженерно-десантные штурмовые машины. А это, в свою очередь, несколько затрудняет реальную оценку проекта, так как не даёт почвы для анализа его потенциальных боевых возможностей.